# Helicopis subandrogyne
Helicopis subandrogyne är en fjärilsart som beskrevs av Le Moult 1939. Helicopis subandrogyne ingår i släktet Helicopis och familjen Riodinidae. Inga underarter finns listade i Catalogue of Life.